# جوزفين جوبير
جوزفين جوبير (بالفرنسية: Joséphine Jobert)‏ هي ممثلة ومغنية فرنسية ولدت في يوم 24 أبريل 1985 في باريس لأب يهودي جزائري وأم من أصل مارتنيكي وإسباني وصيني، والدها كارل جوبير هو شقيق الممثلة مارلين جوبير وخال الممثلة الشهيرة إيفا جرين وهو أيضاً خال المغنية والممثلة الفرنسية إيلسا لونغيني ابنة شقيقته كريستين جوبير. نشأت في مونتريال في كندا حيث أكملت دراستها هناك. في سنة 1999 بدأت مشوارها الفني، طرحت ثلاثة ألبومات، ومثلت أيضاً في عدة أفلام ومسلسلات.